# Матеј Казар
Матеј Казар (слч. Matej Kazár; Кошице, 10. мај 1983) словачки је биатлонац. Члан је СК Дукла из Банске Бистрице. Од 2000. године такмичио се у међународним јуниорским тркама. Члан сениорске репрезентације Словачке је од 2004. Троструки је учесник Зимских олимпијских игара.

## Значајнији резултати
За све резултате извор је Међународна биатлонска унија (ИБУ).

### Зимске олимпијске игре
| Такмичење                       | Појединачно | Спринт | Потера | Мас. старт | Штафета | Меш. штафета |
| ------------------------------- | ----------- | ------ | ------ | ---------- | ------- | ------------ |
| Олимпијске игре 2006. Торино    | —           | 57.    | 32.    | —          | —       | X            |
| Олимпијске игре 2014. Сочи      | 19.         | 37.    | 23.    | 15.        | 12.     | 5.           |
| Олимпијске игре 2018. Пјонгчанг | 34.         | 22.    | 31.    | —          | 18.     | 20.          |

### Светска првенства
- 7 учешћа (2005—2013).
- Најбољи пласман, појединачно : 24. у потери у Рудолпингу 2012.
- Најбољи пласман са штафетама : 9. 2008.

### Светски куп у биатлону
- Најбољи генерални пласман : 48. 2013.
- Најбољи годишњи пласман : 84. (2008), 83. (2011), 55. (2012), 38. (2013), 65. (2014).
- Нанбољи појединачни пласман : 15.
- 1 подијум са штафетом : 1 треће место током такмичења sсезона 2011/12.